# Штукман, Юрий Эдуардович
Ю́рий Эдуа́рдович Шту́кман (12 февраля 1917 года, Екатеринодар — 14 июня 1977 года, Воронеж) — советский тренер по спортивной гимнастике. Заслуженный тренер СССР (1957).

## Биография
Родился 12 февраля 1917 года в Екатеринодаре.
Выступал за ДСО «Спартак», в 1939 году выполнил норматив мастера спорта СССР.
В 1946 году окончил Высшую школу тренеров в Москве.
С 1948 по 1950 год работал преподавателем Воронежского государственного педагогического института, с 1950 по 1969 год — Воронежского государственного университета. Параллельно с 1948 по 1977 год работал старшим тренером в ШВСМ и СДЮШОР.
С 1956 по 1977 год был тренером женской сборной СССР по спортивной гимнастике.
Был женат на Римме Алексеевне Александровой, которая также работала тренером по спортивной гимнастике.
Наиболее высоких результатов среди его воспитанников добились:
- Любовь Бурда (Андрианова) — двукратная олимпийская чемпионка (1968, 1972), чемпионка мира 1970 года[4],
- Тамара Замотайлова (Люхина) — двукратная олимпийская чемпионка (1960, 1964), двукратный бронзовый призёр Олимпийских игр 1060 года[5],
- Ирина Первушина — двукратная чемпионка мира 1962 года.

Умер 14 июня 1977 года в Воронеже. Похоронен на Коминтерновском кладбище.

## Память
В 1998 году в Воронеже его именем названа СДЮСШОР по спортивной гимнастике. По адресу ул. Фридриха Энгельса д. 22а установлена мемориальная доска.
Также ежегодно проводится всероссийский турнир по спортивной гимнастике памяти Юрия Эдуардовича Штукмана.

## Награды и звания
- Орден Трудового Красного Знамени
- Орден «Знак Почёта» (27.04.1957 — «за успехи, достигнутые в деле развития массового физкультурного движения в стране, повышения мастерства советских спортсменов, и успешное выступление на международных соревнованиях»; 1972)
- Заслуженный тренер СССР (1957)
- Судья всесоюзной категории (1957[7])
- Отличник физической культуры (1956[8])